# Svenska Ju-jutsuförbundet
Svenska Ju-jutsuförbundet är en sammanslutning för ca 90 svenska ju-jutsuklubbar som utövar stilen Ju-jutsu Kai. Runt i landet finns det närmre 90 klubbar och totalt upp emot 8 000 medlemmar.[källa behövs]
Föreningen bildades 1991 men bestod mest av vilande verksamhet fram till 1998 då man, i takt med att det kom fler och fler olika varianter av ju-jutsu, kände behovet av att profilera just Ju-jutsu Kai-stilen som landets största ju-jutsustil. Svenska Ju-jutsuförbundet organiserar sedan dess all verksamhet som är knuten till stilen Ju-jutsu Kai. Stilnamnet "Ju-jutsu Kai" betyder ungefär "ju-jutsusällskapet" eller "ju-jutsusammanslutningen".